# Alphonse Briart
‎Alphonse Briart, belgijski geolog in akademik, * 1825, † 1898.
Briart se je ukvarjal z geologijo belgijske province Hainaut.
Leta 1867 je postal dopisni, leta 1874 pa redni član Kraljeve akademije Belgije.